# Grigory Yevseyevich Zinovyev

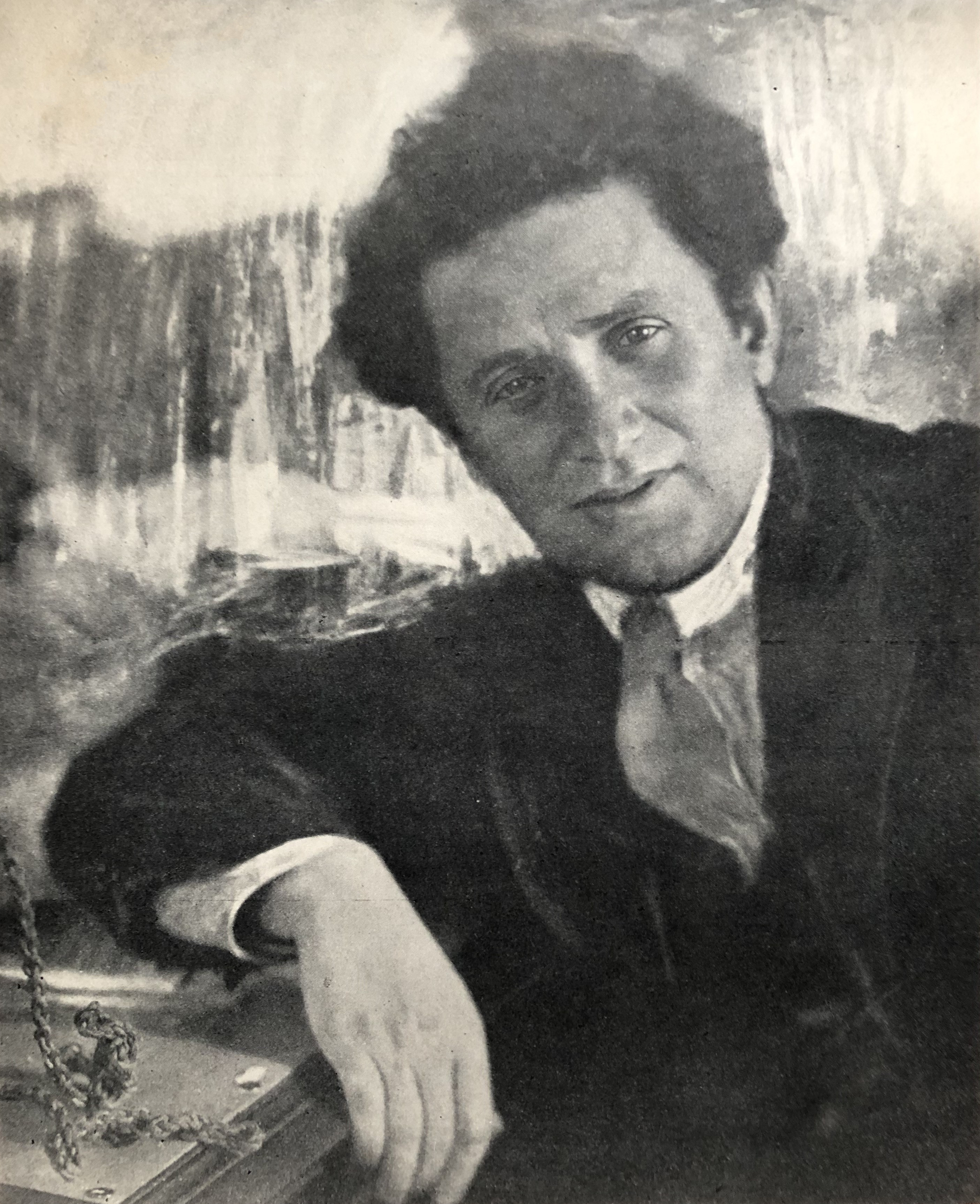
Grigory Yevseevich Zinoviev (ảnh chụp năm 1920)

Grigory Yevseyevich Zinovyev (tiếng Nga: Григо́рий Евсе́евич Зино́вьев; ngày 23 tháng 9 năm 1883 - 25 tháng 8 năm 1936) là một nhà cách mạng Bolshevik, chính trị gia Liên Xô, Ủy viên Dự khuyết Bộ Chính trị Đảng Cộng sản Nga (Bolshevik) (1919-1921), Ủy viên Bộ Chính trị Đảng Cộng sản Liên Xô (1921-1926), Ủy viên Ban Tổ chức Trung ương Đảng Cộng sản Liên Xô (b) (1923-1924).